# Mudiah - Luksin
Mudiah - Luxin (tiếng Ả Rập: المضيئة لوكسين) là một ngôi làng Syria nằm ở Al-Janudiyah Nahiyah ở huyện Jisr al-Shughur, Idlib. Theo Cục Thống kê Trung ương Syria (CBS), Mudiah - Luxin có dân số 350 người trong cuộc điều tra dân số năm 2004.